# Locke & Key – Kulcs a zárját (televíziós sorozat)
A Locke & Key – Kulcs a zárját egy amerikai természetfeletti, horror-dráma televíziós sorozat, amelyet Joe Hill készített saját, azonos című képregénye alapján. A sorozat 2020. február 7-én jelent meg a Netflixen.
A Netflix 2020. március 30-án bejelentette, hogy készül a második évad, amelyet végül 2021. október 22-én mutattak be.
2022. augusztus 10-én bemutatták a harmadik, egyben az utolsó évadot a Netflixen.

## Áttekintés
Miután Rendell Locke-ot meggyilkolja egykori diákja (Sam Lesser) felesége úgy dönt, hogy a gyermekekkel (Tyler, Kinsey, Bode) Seattle-ből a Massachusetts állambeli Mathesonba költözik, néhai férje szülőházába. A gyerekek hamarosan felfedezik a házban található titokzatos kulcsokat, amelyekkel varázslatos módon lehet kinyitni különféle ajtókat. Rövidesen tudomást szereznek egy démoni entitásról, amely meg akarja szerezni a kulcsokat.

## Szereplők

### Főszereplők
| Színész              | Szereplő       | Magyar hang                                     |
| -------------------- | -------------- | ----------------------------------------------- |
| Darby Stanchfield    | Nina Locke     | Pap Katalin                                     |
| Connor Jessup        | Tyler Locke    | Ember Márk                                      |
| Emilia Jones         | Kinsey Locke   | Laudon Andrea                                   |
| Jackson Robert Scott | Bode Locke     | Maszlag Bálint (1. évad) Kerekes Máté (2. évad) |
| Petrice Jones        | Scot Cavendish | Fáncsik Roland                                  |
| Laysla De Oliveira   | Visszhang      | Laurinyecz Réka                                 |
| Griffin Gluck        | Gabe           | Bergendi Áron                                   |

### Visszatérő szereplők
| Színész                | Karakter         | Magyar hang         |
| ---------------------- | ---------------- | ------------------- |
| Bill Heck              | Rendell Locke    | Makranczi Zalán     |
| Aaron Ashmore          | Duncan Locke     | Seszták Szabolcs    |
| Sherri Saum            | Ellie Whedon     | Zsigmond Tamara     |
| Thomas Mitchell Barnet | Sam Lesser       | Penke Bence         |
| Kevin Alves            | Javi             | Czető Ádám          |
| Genevieve Kang         | Jackie Veda      | Dobó Enikő          |
| Hallea Jones           | Eden Hwakins     | Kereki Anna         |
| Kolton Stewart         | Brinker Martin   | Rada Bálint         |
| Asha Bromfield         | Zadie Wells      | Angyal Anita        |
| Jesse Camacho          | Doug Brazelle    | Markovics Tamás     |
| Felix Mallard          | Lucas Caravaggio | Szabó Andor         |
| Steven Williams        | Joe Ridgeway     | Petridisz Hrisztosz |
| Coby Bird              | Rufus Whedon     | Baráth István       |

### Magyar változat
- Magyar szöveg: Petőcz István
- Hangmérnök: Halas Péter
- Vágó: Wünsch Attila
- Gyártásvezető: Gémesi Krisztina
- Szinkronrendező: Kéthely-Nagy Luca

A szinkront a Direct Dub Studios készítette.

## Epizódok
| Évad | Évad | Epizódok | Eredeti sugárzás    | Eredeti sugárzás    | Eredeti adó         | Magyar sugárzás     | Magyar sugárzás  | Magyar adó |
| Évad | Évad | Epizódok | Évadpremier         | Évadfinálé          | Eredeti adó         | Évadpremier         | Évadfinálé       | Magyar adó |
| ---- | ---- | -------- | ------------------- | ------------------- | ------------------- | ------------------- | ---------------- | ---------- |
|      | 1.   | 10       | 2020. február 7.    | 2020. február 7.    |                     | 2020. február 7.    | 2020. február 7. |            |
|      | 2.   | 10       | 2021. október 22.   | 2021. október 22.   | 2021. október 22.   | 2021. október 22.   |                  |            |
|      | 3.   | 8        | 2022. augusztus 10. | 2022. augusztus 10. | 2022. augusztus 10. | 2022. augusztus 10. |                  |            |

### Első évad (2020)
| Sor. | Év. | Cím                                          | Rendező         | Író                              | Premier                           |
| ---- | --- | -------------------------------------------- | --------------- | -------------------------------- | --------------------------------- |
| 1.   | 1.  | Üdvözlünk Mathesonban! (Welcome to Matheson) | Michael Morris  | Joe Hill és Aron Eli Coleite     | 2020. február 7. 2020. február 7. |
| 2.   | 2.  | Üldöző és üldözött (Trapper/Kepper)          | Michael Morris  | Liz Phang                        | 2020. február 7. 2020. február 7. |
| 3.   | 3.  | Utazás a fejekbe (Head Games)                | Tim Southam     | Meredith Averill                 | 2020. február 7. 2020. február 7. |
| 4.   | 4.  | A kulcsok őrzői (The Keepers of the Keys)    | Tim Southam     | Mackenzie Dohr                   | 2020. február 7. 2020. február 7. |
| 5.   | 5.  | A család fája (Family Tree)                  | Mark Tonderai   | Andres Fischer-Centeno           | 2020. február 7. 2020. február 7. |
| 6.   | 6.  | A fekete ajtó (The Black Door)               | Mark Tonderai   | Brett Treacy és Dan Woodward     | 2020. február 7. 2020. február 7. |
| 7.   | 7.  | Boncolás (Dissection)                        | Dawn Wilkinson  | Michael D. Fuller                | 2020. február 7. 2020. február 7. |
| 8.   | 8.  | Kib**tt napfény (Ray of F**king Sunshine)    | Dawn Wilkinson  | Vanessa Rojas                    | 2020. február 7. 2020. február 7. |
| 9.   | 9.  | Testbe másolva (Echoes)                      | Vincenzo Natali | Meredith Averill és Liz Phang    | 2020. február 7. 2020. február 7. |
| 10.  | 10. | Árnykorona (Crown of Shadows)                | Vincenzo Natali | Carlton Cuse és Meredith Averill | 2020. február 7. 2020. február 7. |

### Második évad (2021)
| Sor. | Év. | Cím                                      | Rendező           | Író                              | Premier                             |
| ---- | --- | ---------------------------------------- | ----------------- | -------------------------------- | ----------------------------------- |
| 11.  | 1.  | A premier (The Premiere)                 | Mark Tonderai     | Meredith Averill és Carlton Cuse | 2021. október 22. 2021. október 22. |
| 12.  | 2.  | A fej és a szív (The Head and the Heart) | Mark Tonderai     | Liz Phang                        | 2021. október 22. 2021. október 22. |
| 13.  | 3.  | Kicsi a világ (Small World)              | Mairzee Almas     | Mackenzie Dohr                   | 2021. október 22. 2021. október 22. |
| 14.  | 4.  | Nefelejcs (Forget Me Not)                | Mairzee Almas     | Vanessa Rojas                    | 2021. október 22. 2021. október 22. |
| 15.  | 5.  | A múlt csak a kezdet (Past is Prologue)  | Carlton Cuse      | Meredith Averill                 | 2021. október 22. 2021. október 22. |
| 16.  | 6.  | Az útvesztő (The Maze)                   | Mairzee Almas     | Kimi Howl Lee                    | 2021. október 22. 2021. október 22. |
| 17.  | 7.  | Alapos tervek (Best Laid Plans)          | Millicent Shelton | Michael D. Fuller                | 2021. október 22. 2021. október 22. |
| 18.  | 8.  | Több vas a tűzben (Irons in the Fire)    | Millicent Shelton | Jordan Riggs                     | 2021. október 22. 2021. október 22. |
| 19.  | 9.  | Alfa és omega (Alpha & Omega)            | Mark Tonderai     | Meredith Averill és Liz Phang    | 2021. október 22. 2021. október 22. |
| 20.  | 10. | Csattanó (Cliffhanger)                   | Mark Tonderai     | Carlton Cuse és Meredith Averill | 2021. október 22. 2021. október 22. |

### Harmadik évad (2022)
| Sor. | Év. | Cím                                    | Rendező       | Író                              | Premier                                 |
| ---- | --- | -------------------------------------- | ------------- | -------------------------------- | --------------------------------------- |
| 21.  | 1.  | A hógömb (The Snow Globe)              | Guy Ferland   | Liz Phang                        | 2022. augusztus 10. 2022. augusztus 10. |
| 22.  | 2.  | Ünneprontók (Wedding Crashers)         | Guy Ferland   | Michael D. Fuller                | 2022. augusztus 10. 2022. augusztus 10. |
| 23.  | 3.  | Öt perccel ezelőtt (Five Minutes Past) | Ed Ornelas    | Vanessa Rojas                    | 2022. augusztus 10. 2022. augusztus 10. |
| 24.  | 4.  | Álruhában (Deep Cover)                 | Ed Ornelas    | Mackenzie Dohr                   | 2022. augusztus 10. 2022. augusztus 10. |
| 25.  | 5.  | Ostrom (Siege)                         | Marisol Adler | Meredith Averill                 | 2022. augusztus 10. 2022. augusztus 10. |
| 26.  | 6.  | Szabad, mint a madár (Free Bird)       | Marisol Adler | Jordan Riggs                     | 2022. augusztus 10. 2022. augusztus 10. |
| 27.  | 7.  | Függöny (Curtain)                      | Jeremy Webb   | Carlton Cuse és Joe Hill         | 2022. augusztus 10. 2022. augusztus 10. |
| 28.  | 8.  | A búcsú (Farewell)                     | Jeremy Webb   | Meredith Averill és Carlton Cuse | 2022. augusztus 10. 2022. augusztus 10. |